# Fiódor Apraxin
El conde Fiódor Matvéievich Apraksin (también escrito Apraxin, en ruso: Фёдор Матвеевич Апраксин; 27 de octubre de 1661 - 10 de noviembre de 1728, Moscú) fue uno de los primeros almirantes rusos que gobernó Estonia y Karelia entre 1712 y 1723, almirante general (1708), presidió el Almirantazgo de Rusia a partir de 1718 y comandó la Flota del Báltico a partir de 1723.